# From Russia with Love (film)
From Russia with Love is de tweede James Bondfilm geproduceerd door EON Productions, met Sean Connery als James Bond. De film ging in première op 10 oktober 1963 en is gebaseerd op het gelijknamige boek uit 1957.
Desmond Llewelyn maakte in deze film zijn debuut als Q, de rol die hij in de Bondfilms zou spelen tot zijn dood in 1999. In tegenstelling tot de verfilming van Dr. No heeft men zich bij de verfilming van From Russia with Love sterk gehouden aan het originele verhaal. De film wordt daarom door velen gezien als de beste uit de James Bondfilmreeks.
In 2005 kwam het videospel James Bond 007: From Russia with Love uit, gebaseerd op de film. Sean Connery en enkele andere acteurs spraken voor dat spel hun stemmen in.

## Verhaal
Schaakmeester Kronsteen heeft voor de organisatie SPECTRE een geheim plan uitgedokterd om een Lektor, een Russische decoderingsmachine, te stelen. Hierbij zullen zowel de Russische als de Britse geheime dienst als pionnen fungeren. De uitvoering van het plan wordt overzien door Rosa Klebb, het naar SPECTRE overgelopen operatiehoofd van SMERSJ, die de geraffineerde beroepsmoordenaar Red Grant selecteert. Doordat Klebbs overlopen nog niet bekend is gemaakt, kan zij de Russische agente Tatiana Romanova een valse opdracht geven. Tatiana moet voorwenden verliefd te zijn op Bond: zij zal MI6 aanbieden de machine te stelen waarna James Bond haar naar Engeland zal smokkelen. SPECTRE wil dat ze de reis niet overleven: Grant moet hen volgen en alles in de juiste richting sturen, zodat hij hen uiteindelijk vermoorden kan en de Lektor kan stelen. Zodoende zal SPECTRE niet alleen de Lektor in handen krijgen, maar ook de dood van hun agent Dr. No wreken, die door Bond was vermoord.
M en Bond denken dat het een hinderlaag is, maar Bond gaat toch verder met de missie, omdat het in handen krijgen van de Lektor cruciaal is. Hij gaat naar Istanboel waar hij kennis maakt met Ali Kerim Bey, het hoofd van het plaatselijke MI6-station, die Bond uitlegt dat het vrij normaal is dat zijn agenten (die allen zijn zoons zijn) en Bulgaren in dienst van de KGB elkaar schaduwen. Grant vermoordt echter een van de Bulgaren om een aanslag op Kerim Beys hoofdkwartier uit te lokken. Kerim en Bond spioneren in het Russische hoofdkwartier en ontdekken daar beroepsmoordenaar Krilencu, een oude vijand van Kerim. Om het verhitte klimaat te ontvluchten wijken Bond en Kerim uit naar een kamp van bevriende Roma, dat echter wordt aangevallen door Krilencu's mannen, waarbij Grant stiekem Bonds leven redt. De volgende nacht slagen Bond en Kerim erin om Krilencu te doden.
Terug in zijn hotel wordt Bond in zijn slaapkamer opgewacht door Tatiana, die hem verleidt. Klebb en Grant zitten echter verborgen achter de spiegel en filmen het gebeuren. Tatiana belooft Bond de volgende dag een kaart van het Russische consulaat te bezorgen in de Hagia Sophia. Een Bulgaarse agent die Bond al eerder volgde, probeert in te grijpen, maar wordt door Grant vermoord. Omdat Bond en Kerim een valstrik vermoeden dringt Bond een dag eerder dan afgesproken binnen in het consulaat, waar hij met Tatiana's hulp de Lektor steelt. Bond, Kerim en Tatiana vluchten met de Oriënt-Express naar Venetië, maar worden achtervolgd door een agent genaamd Benz. Benz en Kerim worden door Grant vermoord, die het vervolgens laat lijken alsof beiden elkaar gedood hebben. Bond verandert hierop de plannen en laat contact opnemen met het MI6-station in Zagreb. Grant vermoordt de agent Nash en neemt diens plaats in. Door Tatiana te verdoven slaagt hij erin Bond te overmeesteren, maar Grant kan het niet laten om Bond eerst het hele plan te onthullen. De film uit de hotelkamer zal in Tatiana's handtas gestopt worden, met een chantagebrief, zodat het lijkt alsof Bond haar vermoord heeft en zelfmoord gepleegd heeft. Bond probeert zijn leven af te kopen met verborgen geldstukken in zijn aktetas, waarop Grant de tas zo opent dat een ingebouwd blik traangas ontploft. Na een fel gevecht slaagt Bond erin om Grant met zijn eigen wurgkoord te doden. Met Tatiana kaapt hij de vluchtauto die klaarstond voor Grant. Onderweg slaat Bond een aanval van een helikopter af.
SPECTRE's Nummer 1 laat Kronsteen doden vanwege zijn mislukking. Klebb krijgt nog één kans om de Lektor in handen te krijgen. Agent Morzeny leidt een aanval met speedboten, maar Bond en Tatiana verslaan hen met brandende olie en bereiken Venetië. In Venetië probeert Klebb, vermomd als kamermeid, Bond alsnog te vermoorden. Tatiana, die niet van Klebbs dubbelspel weet, kiest uiteindelijk toch Bonds kant en schiet Klebb dood. Ten slotte volgt een romantische scène samen met Tatiana in een Venetiaanse gondel, waarbij Bond Grants film in het water werpt.

## Oorsprong titel
De titel From Russia with Love verwijst naar de tekst die Bond op de foto van Tatiana schrijft, die hij vervolgens aan Moneypenny geeft, alvorens hij naar Istanboel vertrekt.

## Filmlocaties
- Pinewood Studios in Londen, Engeland
- Istanboel, Pendik in Turkije
- Basilica Cisterne, Istanboel in Turkije
- Topkapı-paleis, Istanboel in Turkije
- Hurley, Berkshire in Engeland
- Lochgilphead, Crinan in Schotland
- aan boord van de Oriënt-Express
- Zagreb, Joegoslavië (nu  Kroatië)
- Triëst, Italië
- Venetië, Italië

## Rolverdeling
| Acteur            | Personage                         | Opmerkingen                           |
| ----------------- | --------------------------------- | ------------------------------------- |
| Sean Connery      | James Bond                        |                                       |
| Daniela Bianchi   | Tatiana Romanova                  | Stem van Barbara Jefford              |
| Lotte Lenya       | Rosa Klebb / SPECTRE #3           |                                       |
| Robert Shaw       | Donald 'Red' Grant                |                                       |
| Bernard Lee       | M                                 |                                       |
| Lois Maxwell      | Miss Moneypenny                   |                                       |
| Desmond Llewelyn  | Q                                 |                                       |
| Eunice Gayson     | Sylvia Trench                     |                                       |
| Pedro Armendáriz  | Kerim Bey                         |                                       |
| Walter Gotell     | Morzeny                           |                                       |
| Vladek Sheybal    | Kronsteen / SPECTRE #5            |                                       |
| Aliza Gur         | Vida                              |                                       |
| Martine Beswick   | Zora                              |                                       |
| Francis De Wolff  | Vavra                             |                                       |
| Nadja Regin       | Vriendin van Kerim                |                                       |
| Fred Haggerty     | Krilencu                          |                                       |
| George Pastell    | Treinconducteur Orient Express    |                                       |
| Peter Bayliss     | Benz                              |                                       |
| Neville Jason     | Kerims chauffeur                  |                                       |
| Lisa Guiraut      | Buikdanseres                      | Vermeld als Leila                     |
| Anthony Dawson    | Ernst Stavro Blofeld / SPECTRE #1 | Stem van Eric Pohlmann, vermeld als ? |
| John Ketteringham | James Bond dubbelganger           | Onvermeld                             |
| Julie Mendez      | Buikdanseres in openingstitels    | Onvermeld                             |

## Verschillen tussen boek en film
- SPECTRE heeft de rol van SMERSH overgenomen. Zij spelen de Russen en Britten tegen elkaar uit, waardoor de plot wat complexer is geworden. Morzeny kwam niet voor in de roman.
- Om verwarring te voorkomen met SPECTRE is de naam van het decoderingsapparaat van Spektor veranderd in Lektor.
- In de roman volgt en helpt Red Grant Bond niet in Istanboel. Ook heette hij in de roman Donovan Grant en niet Donald Grant. In de film wordt hij neergestoken en gewurgd. In de roman doodgeschoten.
- In de roman bezorgt Tatiana Bond de Spektor. In de film moet de Lektor met een listige aanval gestolen worden. In de roman bombardeerde Kerim Beys familie de Russische ambassade uit wraak voor Kerims dood.
- De scènes met de vrachtwagen, helikopter en speedboten komen in het boek niet voor.
- In de film mislukt Klebs poging om Bond te vergiftigen en wordt ze door Tatiana gedood in Venetië, in plaats van gearresteerd in Parijs.
- René Mathis komt in de film niet voor.
- Kronsteen sterft niet in de roman.
- Debuut van Bonds aartsrivaal Ernst Stavro Blofeld (in de films)

## Muziek
De originele filmmuziek werd gecomponeerd door John Barry en de titelsong From Russia with Love werd geschreven door Lionel Bart en gezongen door Matt Monro. Deze muziek werd ook uitgebracht op een soundtrackalbum door United Artists Records.

## Achtergronden
- Johanna Harwood bewerkte het verhaal uit het boek tot de film. Scenarioschrijver is Richard Maibaum.
- Dit is de eerste film waarin Desmond Llewelyn speelde als Q, die hier nog Boothroyd genoemd wordt. Tot zijn dood in 1999 speelde hij in bijna elke Bondfilm (niet in Live and Let Die).
- De film werd opgenomen in Schotland, Zwitserland, Turkije en in de studio's in Londen.
- Er was een plan om al in 1958 deze film op te gaan nemen, met Alfred Hitchcock als regisseur, en Cary Grant als Bond.
- Schrijver Ian Fleming heeft een cameo in de film.
- Barbara Jefford sprak voor uitgifte van de film de origineel door de actrice Daniela Bianchi (Tatiana Romanova) gesproken teksten opnieuw in, Bianchi sprak maar matig Engels.